# 내 친구 깨치
《내 친구 깨치》는 MBC에서 1990년 9월 3일부터 같은 해 12월 30일까지 방영되었던 어린이 드라마로, 어린이 만화로 히트했던 <도깨비감투> 이야기를 원용해 감투를 쓰면 투명인간이 되는 깨치의 연기를 진짜같이 보이기 위하여 2중화면 조작으로 특수효과를 사용하기도 했다.

## 방송 시간(1990년)
| 방송 채널 | 방송 기간                               | 방송 시간                    |
| MBC TV    |                                         |                              |
| --------- | --------------------------------------- | ---------------------------- |
| MBC TV    | 9월 3일 ~ 10월 12일 (6주·총 10시간)     | 월 ~ 금 오후 5:40 ~ 6:05     |
| MBC TV    | 10월 21일 ~ 12월 30일 (11주·7시간 20분) | 매주 일요일 오후 4:20 ~ 5:00 |

## 출연
- 정지영(깨치)
- 박주현, 박순애, 한인수, 오미희, 홍성민, 최선균, 김동주, 신귀식, 정한헌, 김화영, 문창근, 이영범, 김영석, 김수겸, 최종식, 정대홍, 강남길, 김현남, 김명희, 지춘성, 최명진, 박인선, 김수정, 박영희, 강태훈, 이정수, 김성범, 송창빈, 원종철, 박정은, 강철민, 정준, 김태진, 노승실, 이준교, 김미옥, 박경애, 박소정, 김수진, 김은미, 박인정, 강태환